# Michail Jurjevič
Michail Vsevolodovič / Jurjevič (rusky Михалко (Михаил) Юрьевич, † 20. června, 1176) byl kyjevský kníže (1171) a veliký kníže Vladimirsko-suzdalského knížectví (1174, 1175–1176) z dynastie Rurikovců.

## Život a vláda
Narodil se jako syn knížete Jurije Dolgorukého. Měl bratry Andreje Bogoljubského, Vsevoloda Velké hnízdo, Rostislava a Gleba.
Po zavraždění bratra Andreje se v červnu 1174 stal velkoknížetem Vladimirsko-suzdalského knížectví. Už na podzim 1174 ho ale na několik měsíců svrhl jeho synovec Jaropolk Rostislavič, avšak již v červnu 1175 jej Michail svrhl a znovu se ujal vlády. Vládl několik měsíců, ale již následujícího roku nečekaně zemřel. Na jeho místo na knížecím stolci pak nastoupil bratr Vsevolod III.
Po jeho smrti, v roce 1178, byla Michailova dcera provdána za strýce Vladimíra Svjatoslaviče, knížete černigovského.